# Young Volcanoes
Young Volcanoes è un singolo del gruppo rock statunitense Fall Out Boy, pubblicato nel 2013 ed estratto dall'album Save Rock and Roll.

## Tracce
- Download digitale

1. Young Volcanoes – 3:24